# Cinclodes olrogi
Cinclodes-de-olrog ou pedreiro-chocolate (Cinclodes olrogi) é uma espécie de ave da família Furnariidae.
É endémica da Argentina.
Os seus habitats naturais são: matagal tropical ou subtropical de alta altitude.